# 布莱尼亚克
布莱尼亚克（法語：Blaignac，法語發音：[blɛɲak]）是法国吉伦特省的一个市镇，属于朗贡区。

## 地理
布莱尼亚克（44°33'7"N, 0°3'25"W）面积3.18 平方千米，位于法国新阿基坦大区吉倫特省，该省份为法国西南部沿海省份，是法國本土面积最大的省，北起滨海夏朗德省，西临大西洋，南至朗德省，东南接洛特-加龍省，东临多爾多涅省。
与布莱尼亚克接壤的市镇（或旧市镇、城区）包括：丰泰、弗卢代斯、卢皮亚克-德拉雷奥勒、皮巴尔邦。

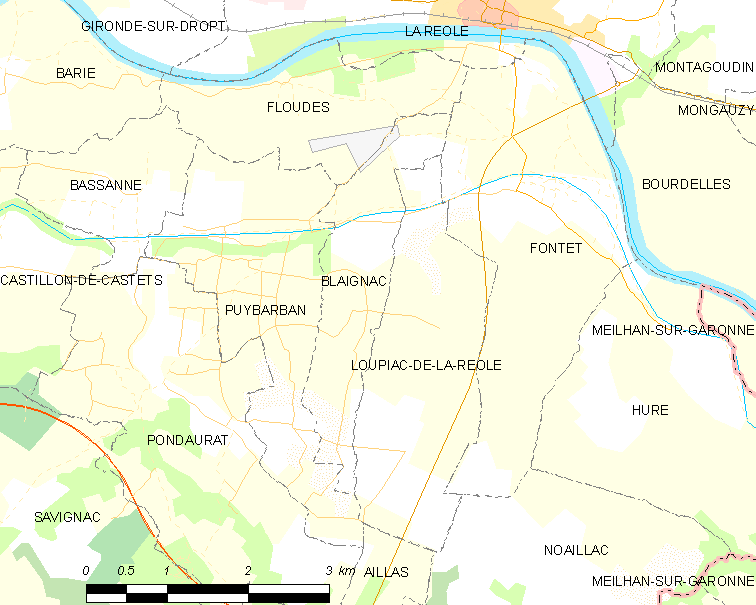
布莱尼亚克的OSM定位图

布莱尼亚克的时区为UTC+01:00、UTC+02:00（夏令时）。

## 行政
布莱尼亚克的邮政编码为33190，INSEE市镇编码为33054。

## 政治
布莱尼亚克所属的省级选区为勒雷奥莱-莱巴斯蒂德县。

## 人口

1962-2008年间布莱尼亚克人口变化图示

布莱尼亚克于2022年1月1日时的人口数量为320人。